# Coelosia huitzilopochtlii
Coelosia huitzilopochtlii är en tvåvingeart som beskrevs av Soli 1997. Coelosia huitzilopochtlii ingår i släktet Coelosia och familjen svampmyggor. Inga underarter finns listade i Catalogue of Life.